# Nagauta

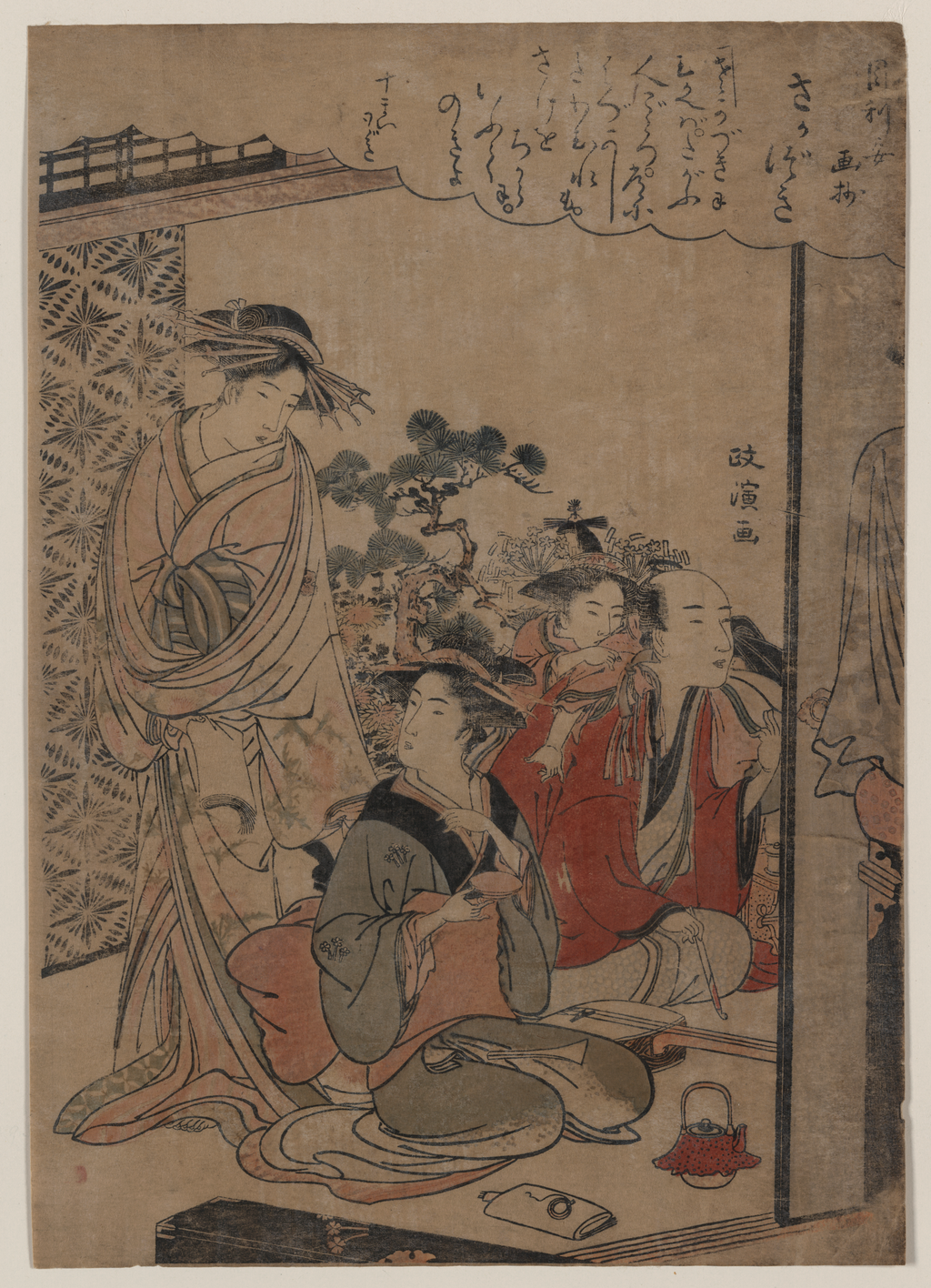
Copa Sake por Santō Kyōden, 1783-1784, un meriyasu

El Nagauta (長唄, literalmente "Canción larga") es un tipo de música japonesa tradicional que se toca en Shamisen y se usa en el teatro Kabuki, utilizado durante la danza y para .

## Historia
No sabemos quien ni cuando se introdujo por primera vez el shamisen al kabuki, pero se cree que pudo haber sido en algún punto del siglo XVII; Se piensa que posiblemente fue antes de 1650.
La primera vez que el nagauta se le conoció como música shamisen es en el segundo volumen de Matsu no ha (1703).
Ya en el siglo XVIII, el shamisen se convirtió en un instrumento básico en el kabuki, cuando el nagauta se fue consolidando durante el Período Edo. Al Meriyasu se le considera un subgénero del nagauta.
Gran parte del Nagauta clásico se compuso en el siglo XIX, que también es la época de los compositores nagauta más conocidos. El nagauta tiene influencias del teatro nō. También hay evidencia de la influencia de la música folclórica japonesa en el nagauta . 
En el siglo XX, un gran número de compositores japoneses implementaron elementos occidentales en el nagauta, con el clásico shamisen acompañado de un contrapunto de orquesta occidental. El nagauta es la base de la Sinfonía Nagauta, una sinfonía en un solo movimiento compuesta en 1934 por el compositor japonés Kōsaku Yamada.